# Патриція Кеннеді Ґрімстед
Патриція Кеннеді Ґрімстед (англ. Patricia Kennedy Grimsted; нар. 31 жовтня 1935, Елкінс, Західна Вірджинія, США) — американська вчена-історикиня, архівістка. Авторка багатьох історичних праць про Україну.
Членкиня Американської асоціації українознавців.

## Життєпис
У 1957 році закінчила Каліфорнійський університет. У 1964 році в цьому ж університеті захистила докторську дисертацію. З того часу співпрацює з науково-дослідними установами, які вивчають історію Східної Європи.
З 1974 року працює в Українському науковому інституті Гарвардського університету.

## Вибрані праці

### Статті
- The Stefanyk Library of the Ukrainian Academy of Sciences: A treasury of manuscript collections in Lviv // Harvard Ukrainian Studies. — 1981. — Vol. 5, № 2;
- The fate of early records in Lviv Archives: Documentation from Western Ukraine under polish rule (fifteenth century to 1772) // Slavonic and East European Review[en]. — 1982. — Vol. 60, № 3;
- The archival legacy of Soviet Ukraine: Problems of tracing the documentary records of a divided nation // Cahiers du Monde Russe et Soviétique[fr]. — 1987. — Vol. 28, № 1;
- The Ruthenian (or Volhynian) metrica: Polish crown chancery records for Ukrainian lands, 1569—1673 // Harvard Ukrainian Studies. — 1990. — Vol. 14, № 1/2;
- Bach is back in Berlin: The return of the Sing-Akademie Archive from Ukraine in the context of displaced cultural treasures and Restitution politics // Spoils of War: International Newsletter. — 2003. — № 8;
- The fate of the Kyiv Central Archive of Early Acts: A triple tragedy of destruction, plunder, and propaganda // Synopsis: A Collection of Essays in Honour of Zenon E. Kohut. — Edmonton; Toronto, 2005.

### Книги
- Доля українських культурних цінностей під час Другої світової війни: винищення архівів, бібліотек, музеїв. — Львів: Вид. центр «ФЕНІКС» 1992. — 120 с.
- Trophies of War and Empire: The Archival Heritage of Ukraine, World War II, and the International Politics of Restitution. — Cambridge, 2001;
- «Празькі архіви» у Києві і Москві: повоєнні розшуки і вивезення еміграційної архівної україніки. — К., 2005. — 252 с.